# Eric Chase Anderson
Pour le joueur de baseball, voir Chase Anderson.
Eric Chase Anderson (né en 1973, Houston, Texas) est un écrivain et un illustrateur américain.  Il est le frère de Wes Anderson.

## Illustrations
- Illustrations dans le Time et le The New York Observer.
- Criterion Collection éditions pour son frère dans (Rushmore, The Royal Tenenbaums and The Life Aquatic with Steve Zissou).

## Doublage
- Il est la voix de Kristofferson Silverfox dans Fantastic Mr. Fox.

## Récompenses
- Il remporte le Steve Lehman 6 Gold Star Award for All Around Creativity.

## Filmographie
- The Ant Colony.